# Kyū Sakamoto
Pour les articles homonymes, voir Sakamoto.
Kyū Sakamoto (坂本 九, Sakamoto Kyū), de son vrai nom Hisashi Ōshima (大島 九, Ōshima Hisashi), est un chanteur et un acteur japonais, né le 10 décembre 1941 à Kawasaki, décédé le 12 août 1985 dans un des pires accidents aériens de l'histoire, celui du vol 123 Japan Airlines au Japon.

## Biographie
Sa chanson Ue o muite arukō (上を向いて歩こう) sortie le 15 octobre 1961, librement renommée Sukiyaki en Occident, est un succès international, seul disque japonais classé no 1 aux États-Unis en 1963 (et est également utilisé comme générique dans le long métrage d'animation La Colline aux coquelicots du Studio Ghibli, sorti en 2011). Il y sort aussi la même année le 45 tours China Nights (Shina no yoru) no 68, un album, Sukiyaki and Other Japanese Hits no 14 et y donne quelques concerts, ainsi qu'en Allemagne et en Suède. Sukiyaki est reprise plusieurs fois par des artistes internationaux, notamment par A Taste of Honey en 1981 et utilisée comme sample par Avicii en 2019.
Il épouse l'actrice Yukiko Kashiwagi en 1971, qui lui donne deux filles, Maiko et la future chanteuse Hanako Ōshima.

## Dans la culture populaire
En 2017, son rôle est incarné par le chanteur Satoshi Hayashibe dans le 45e épisode de la série Totto-chan!, qui retrace la vie de Tetsuko Kuroyanagi.